# Vincent Favretto
Vincent Favretto (ur. 5 kwietnia 1984 w Lyonie) – francuski lekkoatleta specjalizujący się w skoku o tyczce, mistrz Europy juniorów z Tampere z 2003 roku.

## Sukcesy sportowe
- halowy mistrz Francji w skoku o tyczce – 2005[2]

| Rok  | Miasto    | Zawody                                | Konkurencja   | Wynik         |
| ---- | --------- | ------------------------------------- | ------------- | ------------- |
| 2001 | Debreczyn | mistrzostwa świata juniorów młodszych | skok o tyczce | srebrny medal |
| 2002 | Kingston  | mistrzostwa świata juniorów           | skok o tyczce | brązowy medal |
| 2003 | Tampere   | mistrzostwa Europy juniorów           | skok o tyczce | złoty medal   |
| 2006 | Göteborg  | mistrzostwa Europy                    | skok o tyczce | 10. miejsce   |
| 2009 | Bejrut    | igrzyska frankofońskie                | skok o tyczce | złoty medal   |

## Rekordy życiowe
- skok o tyczce – 5,65 – Bron 04/07/2006
- skok o tyczce (hala) – 5,60 – Aulnay-sous-Bois 11/12/2004